# Moritz August Seubert
Moritz August Seubert (Karlsruhe, 2 de Junho de 1818 — Karlsruhe, 8 de Abril de 1878) foi um botânico alemão, professor na Universidade de Karlsruhe.

## Biografia
Moritz Seubert foi filho de um médico. Frequentou os estudos secundários em Karlsruhe, tendo por essa altura entrado em contacto com o botânico Alexander Braun, que lhe despertou o interesse pelo estudo daquela área científica. Em 1836 iniciou estudos de Medicina na Universidade de Heidelberg, mas transferiu-se em 1837para o curso de Ciências da Natureza na Universidade de Bona. Entre os seus professores em Bona contou com Georg August Goldfuß, Ludolph Christian Treviranus e Johann Jacob Nöggerath.
Após ter obtido em Bona o grau de Dr. phil. (Doutor em Filosofia), continuou os seus estudos na Universidade de Berlim, onde obteve agregação. A partir de 1843 passou a ensinar em Bona, como Privatdozent (tutor privado).
Em 1846 concorreu a uma vaga de Professor de Botânica e Zoologia na Universidade de Karlsruhe (Politécnico de Karsruhe), sucedendo na cátedra a Alexander Braun, o mestre que o tinha atraído ao estudo da Botânica. Da mesma feita sucedeu a Braun como director do Großherzoglichen Naturalienkabinetts (Gabinete de Ciências Naturais do Grão-Ducado de Baden) e do jardim botânico de Karlsruhe. Para além disso, foi durante algum tempo bibliotecário da biblioteca da corte do Grão-Ducado de Baden (Großherzoglichen Hof- und Landesbibliothek).
Para além das suas tarefas docentes e administrativas, Moritz Seubert realizou um vasto trabalho de investigação, do qual resultaram numerosas publicações. Entre as suas principais obras destaca-se a "Flora azorica", publicada em 1844, baseada nos herbários de Christian Ferdinand Friedrich Hochstetter e do seu filho Karl Hochstetter, que tinham visitado os Açores, sendo naquele arquipélago os primeiros cientistas a proceder à colheita sistemática de espécimes vegetais.
Também se deve a Moritz Seubert o estudo de um conjunto espécies das famílias Alismataceae, Amaryllidaceae, Butomaceae e Liliaceae colectados no Brasil por Carl Friedrich Philipp von Martius e depois incluídas na "Flora brasiliensis" daquele autor.
Contudo, a sua principal obra é "Lehrbuch der gesamten Pflanzenkunde", do qual publicou cinco edições. Em 1863 publicou a sua "Exkursionsflora für das Großherzogthum Baden" (Flora de campo do Grão Ducado de Baden) e em 1869 uma obra similar para o sudoeste da Alemanha.

## Principais publicações
- Exkursionsflora für das Großherzogthum Baden.
- Lehrbuch der gesamten Pflanzenkunde
- Flora Azorica: mit Hochstetter, Christian Ferdinand.
- Symbolae ad erinacei europaei anatomen.
- Übersicht der Flora der azorischen Inseln (com C. Hochstetter) in Archiv für Naturgeschichte, 9. Jahrgang (1843), 1. Band, pp. 1-24.
- Flora azorica